# سیانا هرن
سیانا هرن (انگلیسی: Sienna Hearn؛ زادهٔ ۱۶ ژوئیهٔ ۲۰۰۲) بازیکن زن واترپلو اهل استرالیا است.
وی در مسابقات کشوری و بین‌المللی در مجموع برندهٔ ۱ مدال نقره شده است.